# 玉原高原

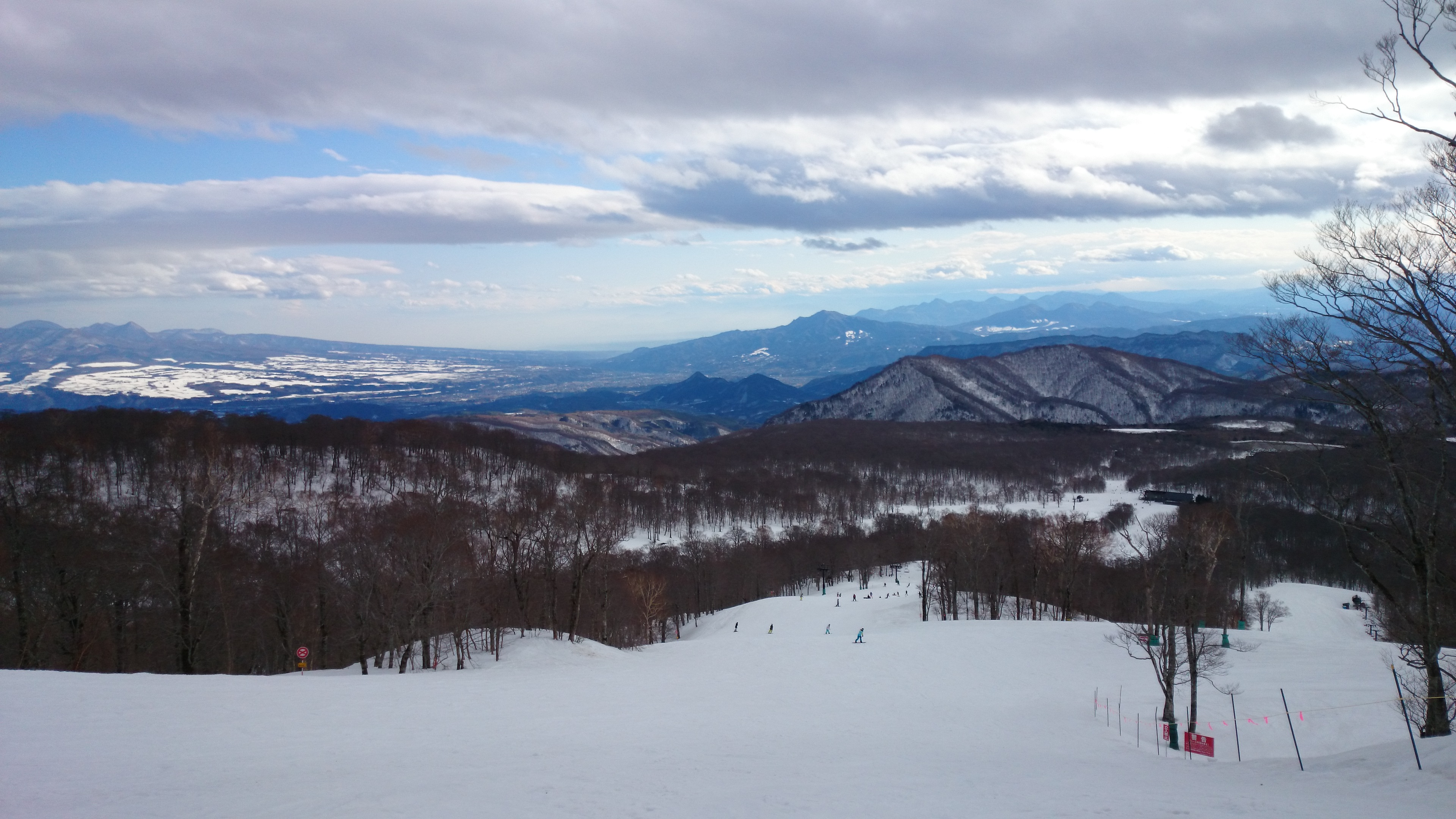
冬の玉原高原

玉原高原（たまはらこうげん/たんばらこうげん）は群馬県沼田市の北部、標高約1300mに位置する高原で、観光名所となっている。

## 施設・名勝
- たんばらスキーパーク（6月 - 9月は「たんばらラベンダーパーク」として開園）
- 玉原湿原
- 樹齢400年のぶなの森
- 多種にわたる植物・昆虫・動物
  - 特別天然記念物に指定されているニホンカモシカも生息している。
- 玉原ダム

座標: 北緯36度46分30.94秒 東経139度4分7.38秒